# Andraca flavamaculata
Andraca flavamaculata là một loài bướm đêm thuộc họ Endromidae. Loài này có ở Trung Quốc (Chiết Giang, Hồ Nam, Quảng Đông, Quảng Tây) và Việt Nam.
Sải cánh của loài này dài 40–44 mm. Con trưởng thành có thân hình mập mạp.